# China’s Unnatural Disaster: The Tears of Sichuan Province
China’s Unnatural Disaster: The Tears of Sichuan Province ist ein US-amerikanischer Dokumentarfilm aus dem Jahr 2009.

## Handlung
Der Film beschreibt die Auswirkungen des Erdbebens vom 12. Mai 2008, das die chinesische Provinz Sichuan heimsuchte und bei dem mehr als 70.000 Menschen starben und rund 5,8 Millionen Menschen obdachlos wurden. Besonderes Augenmerk wird dabei auf die schlechte Bauqualität der Häuser, insbesondere der Schulen (mehr als 10.000 Kinder kamen bei dem Beben um), gelegt. Auch das Elend der Betroffenen wird aufgezeigt sowie die Macht- und Hilflosigkeit der Behörden bei der Hilfe und der Erklärung der Baumängel.

## Auszeichnungen
2010 wurde der Film in der Kategorie Bester Dokumentar-Kurzfilm für den Oscar nominiert.
Eine weitere Nominierung gab es für den Emmy für Peter Hsu und Branka Mrkic (Outstanding Sound Editing for Nonfiction Programming (Single or Multi-Camera))

## Hintergrund
Der Film hatte seine Premiere am 7. Mai 2009.